# Вилла да Порто «Фаворита» (Сарего)
Вилла да Порто «Фаворита»  (итал. Villa da Porto detta «la Favorita») — вилла (загородный дом) в палладианском стиле, построенная по заказу Джованни Баттиста из Порто в 1714—1715 годах. Приписывается архитектору Франческо Муттони. Вилла расположена на высоком холме, возвышающемся над равниной Монтичелло-ди-Фара, деревушки муниципалитета Сарего в провинции Виченца области Венето.

## История
Вилла построена по заказу знатного дворянина Джованни Баттиста да Порто всего за два года, между 1714 и 1715 годами. Архитектурный комплекс приписывают архитектору Франческо Муттони. Прозвание «ла Фаворита» (Возлюбленная) происходит от древнего топонима, относящегося к району Монтичелло.
В начале XIX века вилла переходила в собственность разных венецианских семей, в том числе Бальби, Дзиджиотти, Манина, а в конце века вернулась в собственность семьи Да Порто. В 1947 году, после периода упадка, вилла была приобретена приходом Монтичелло-ди-Фара и использовалась как церковь. Затем виллу приобрели частные лица, которые сделали её доступной для публики. С 2011 года вилла является резиденцией парламента Падании (области долины реки По) Северной лиги.

## Архитектура
К вилле ведёт длинная и живописная аллея, обсаженная деревьями. Дом состоит из трёх этажей. Главный, западный фасад включает высокую лестницу, ведущую к пронаосу (колонному портику) ионического ордера, который завершается треугольным фронтоном, увенчанным статуями Аполлона, Минервы и Марса.
План виллы построен вокруг большого центрального двусветного зала, фланкированного двумя крыльями небольших комнат. Отдельно от главного дома расположены две галереи-баркессы (итал. barchessa — «лодочка») с лоджиями и серлианским трёхчастным проёмом в центре. За стенами виллы находится капелла дель Кармине (1697).

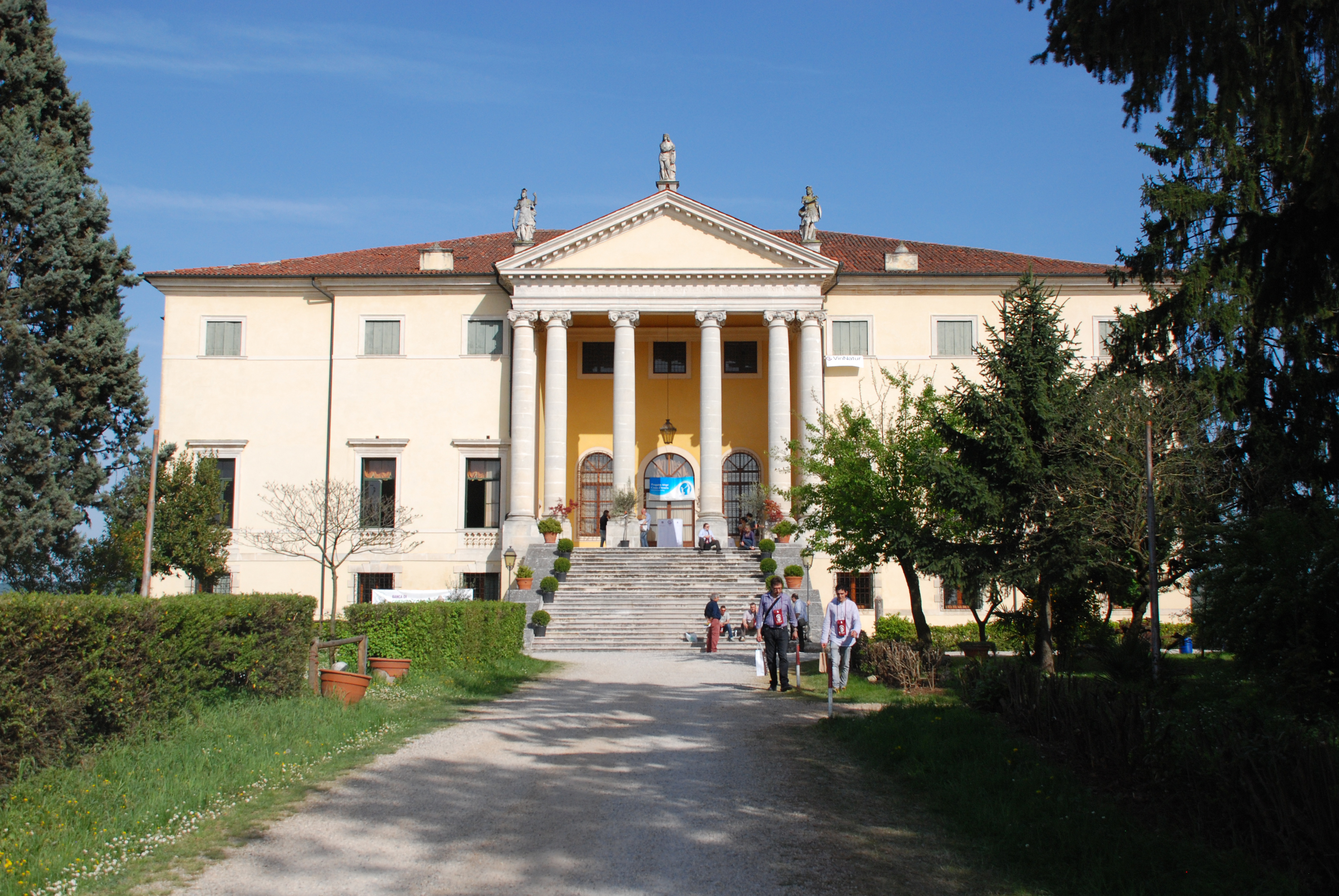
Общий вид виллы из парка
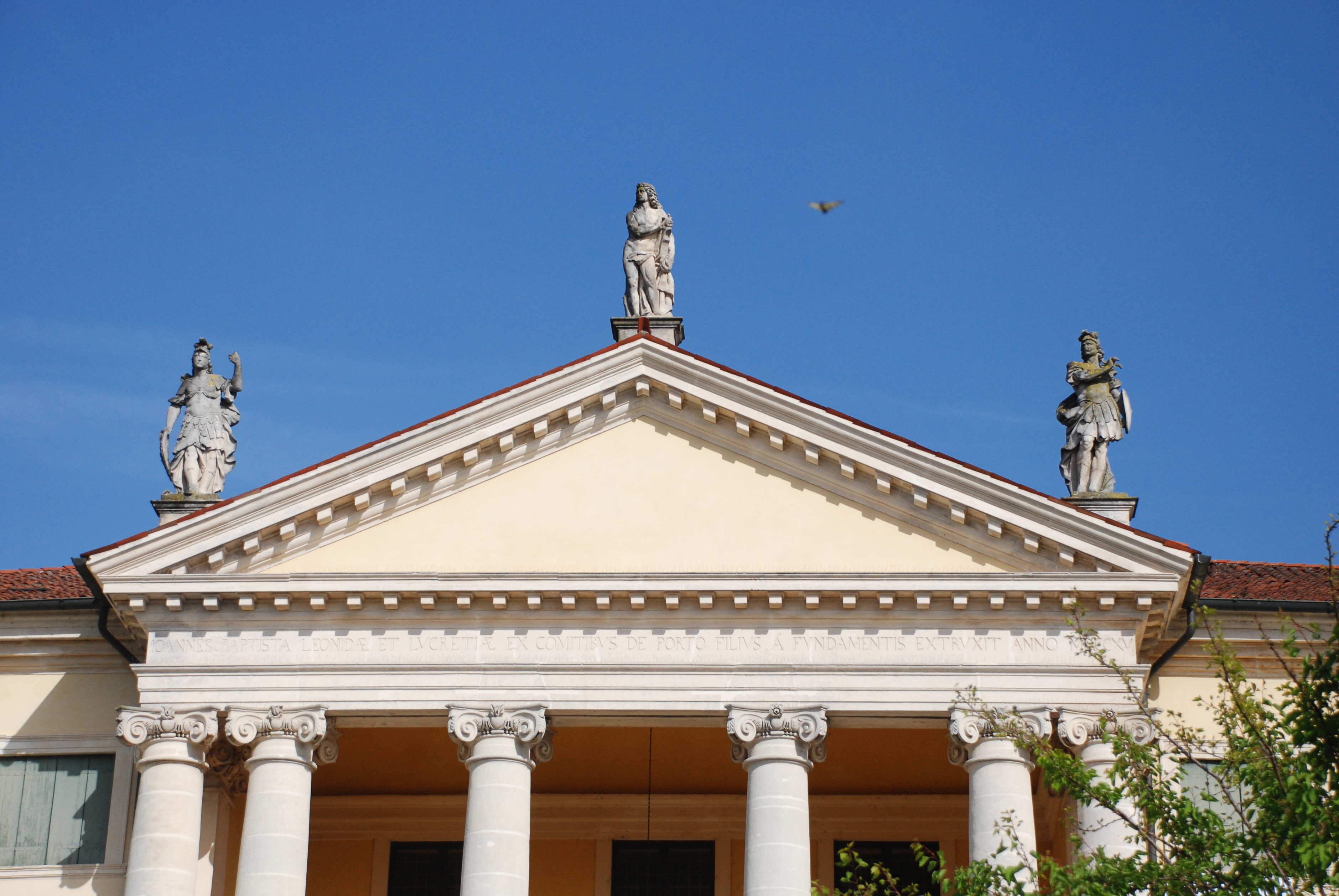
Фронтон главного фасада
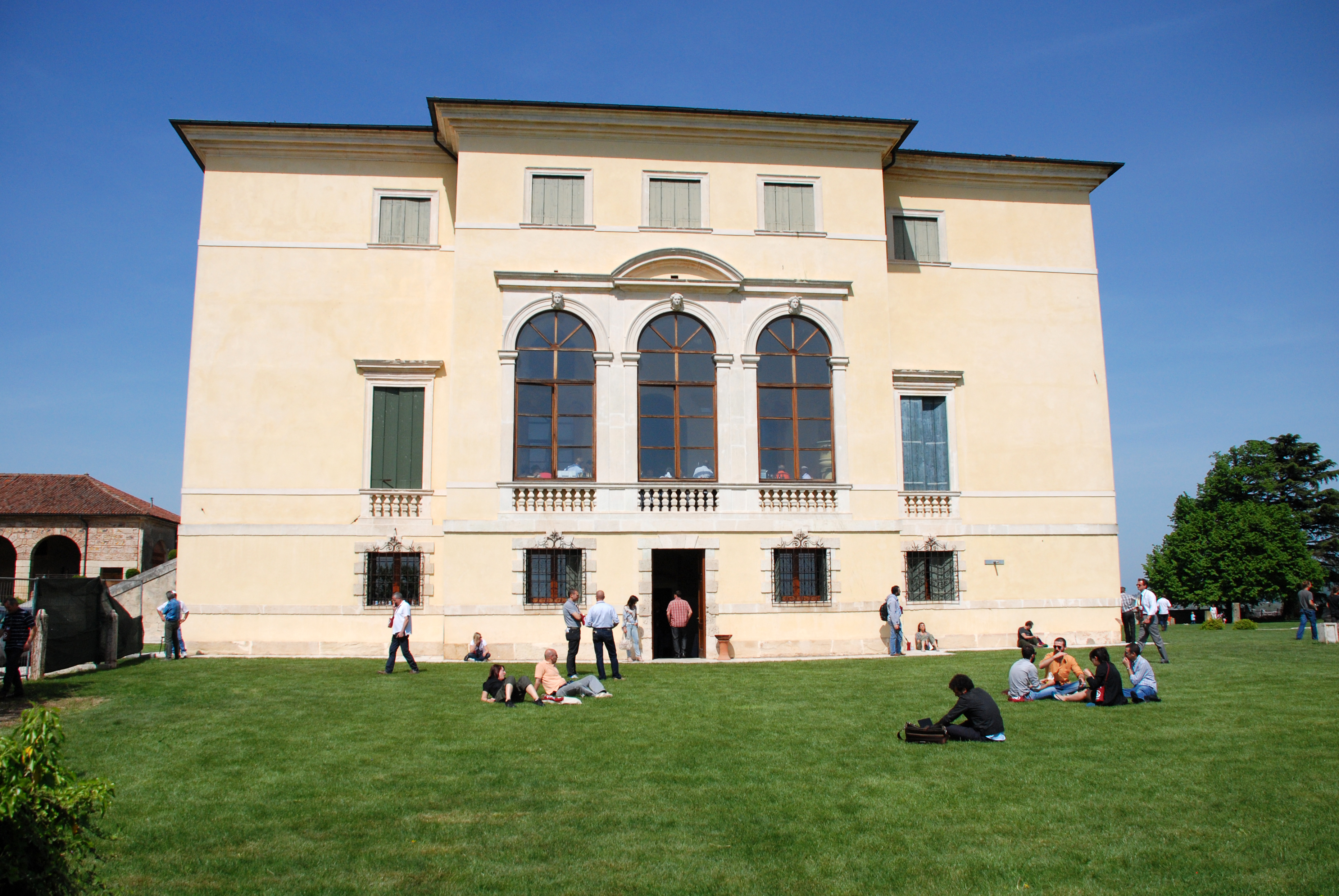
Вилла Фаворита. Задний фасад
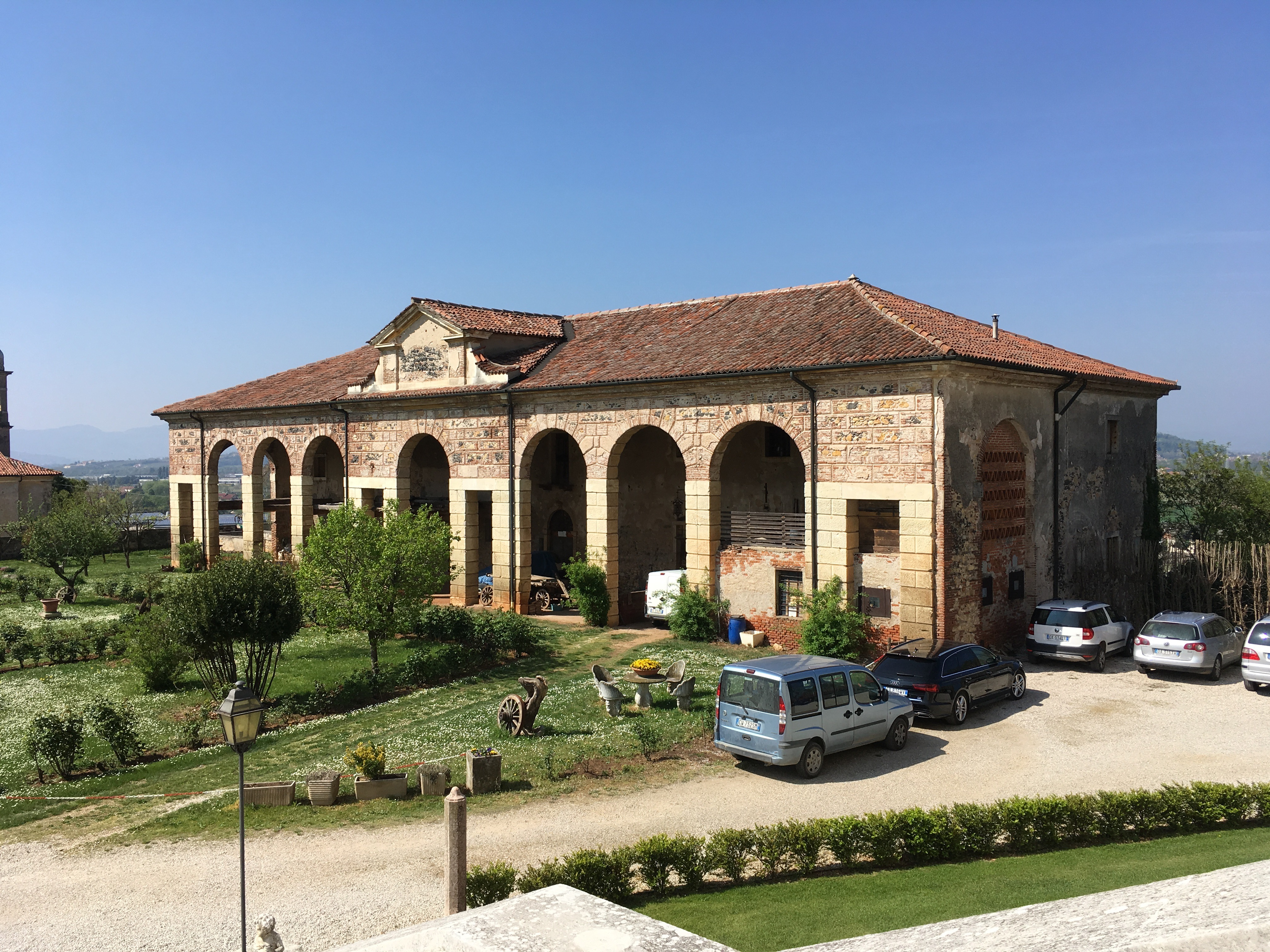
Одна из двух “баркесс”
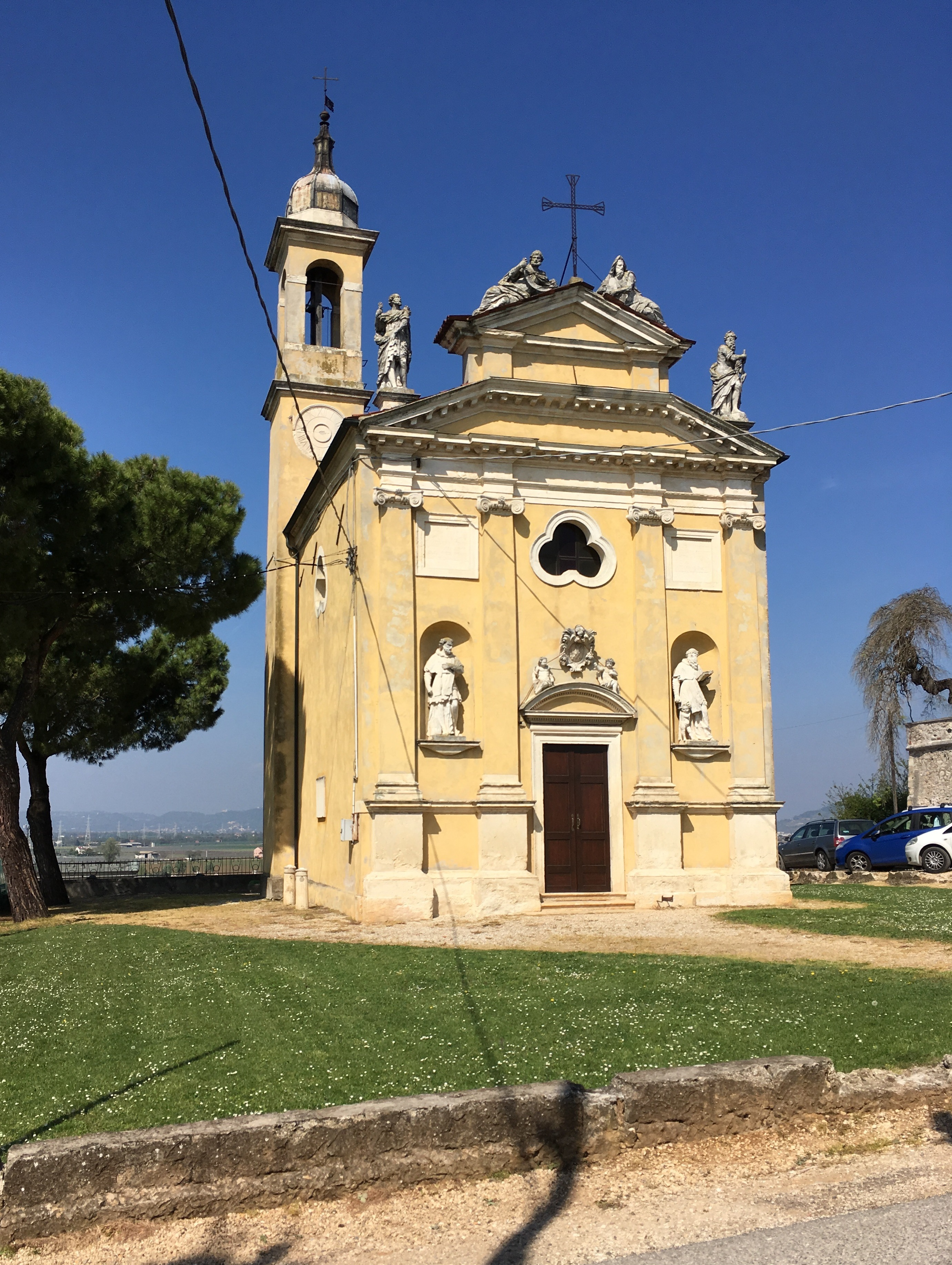
Капелла дель Кармине